# Haberfield
Haberfield est une ville-banlieue australienne située dans la zone d'administration locale d'Inner West, dans l'agglomération de Sydney, dans l'État de Nouvelle-Galles du Sud.

## Géographie
Haberfield se trouve à environ 9 kilomètres à l'ouest du Central business district de Sydney. Elle est cernée, au nord par Rodd Point, au sud par Summer Hill, à l'est par Leichhardt et à l'ouest par Croydon.

## Galerie de photos

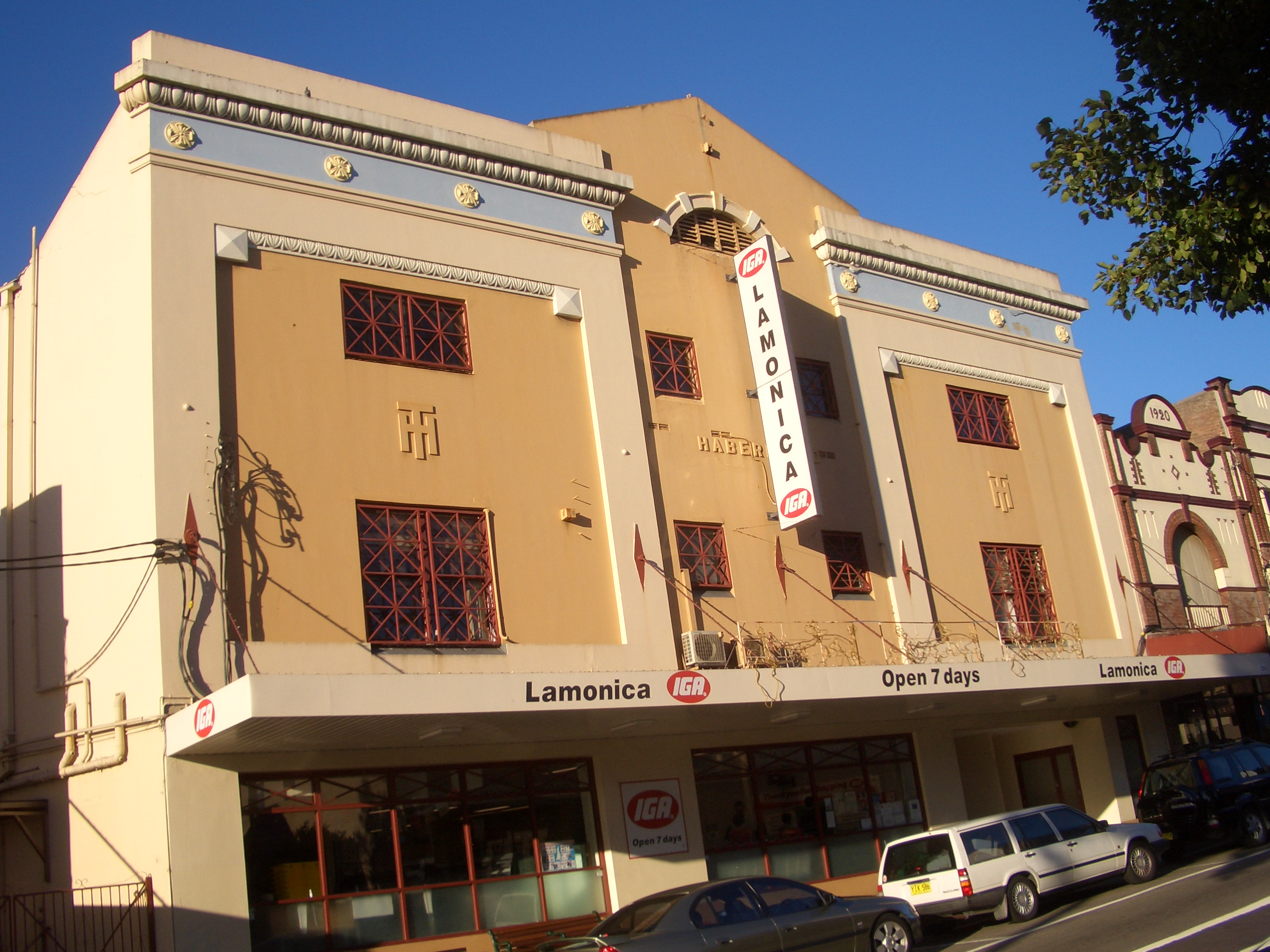
Supermarché
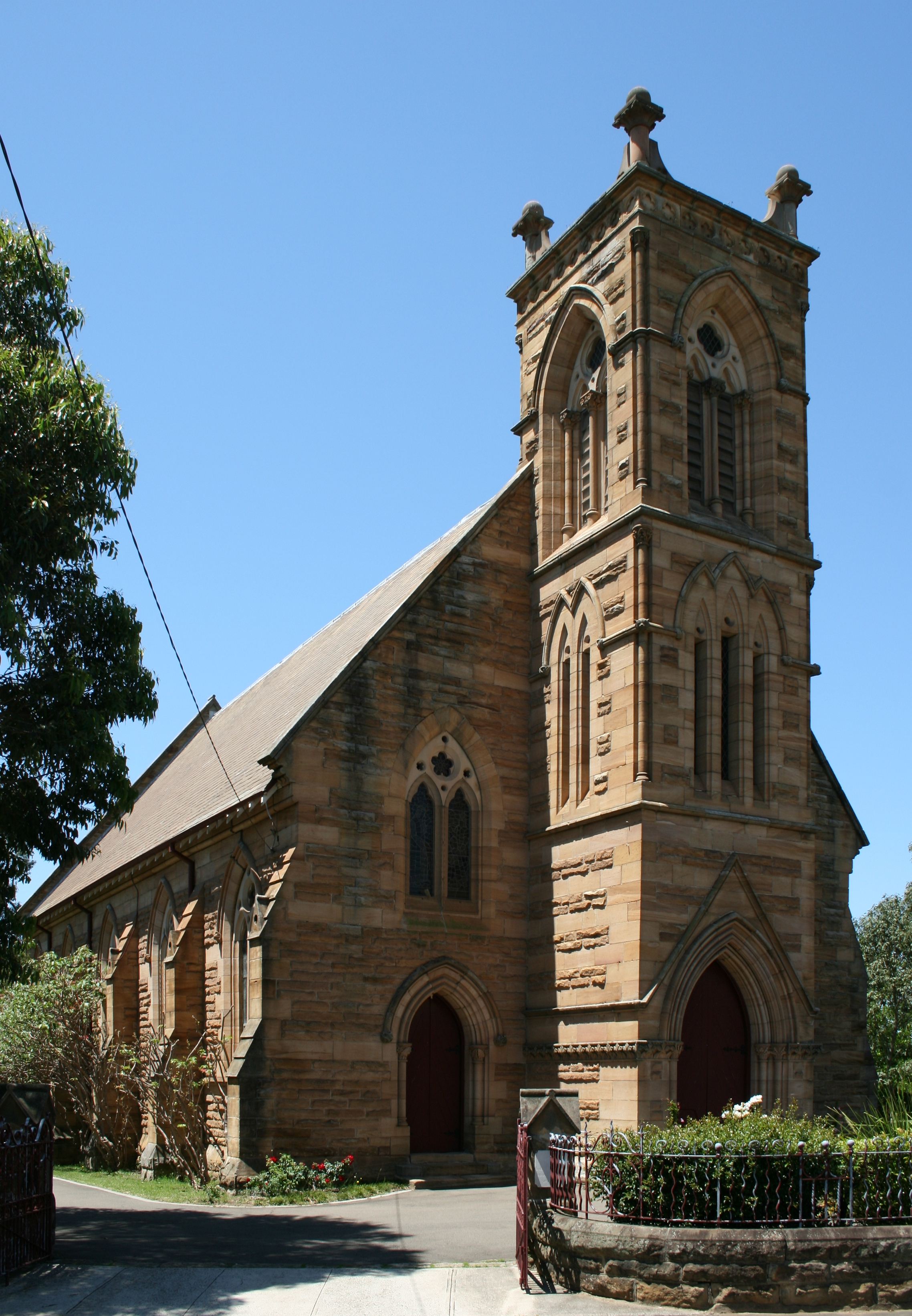
Église protestante St Davids
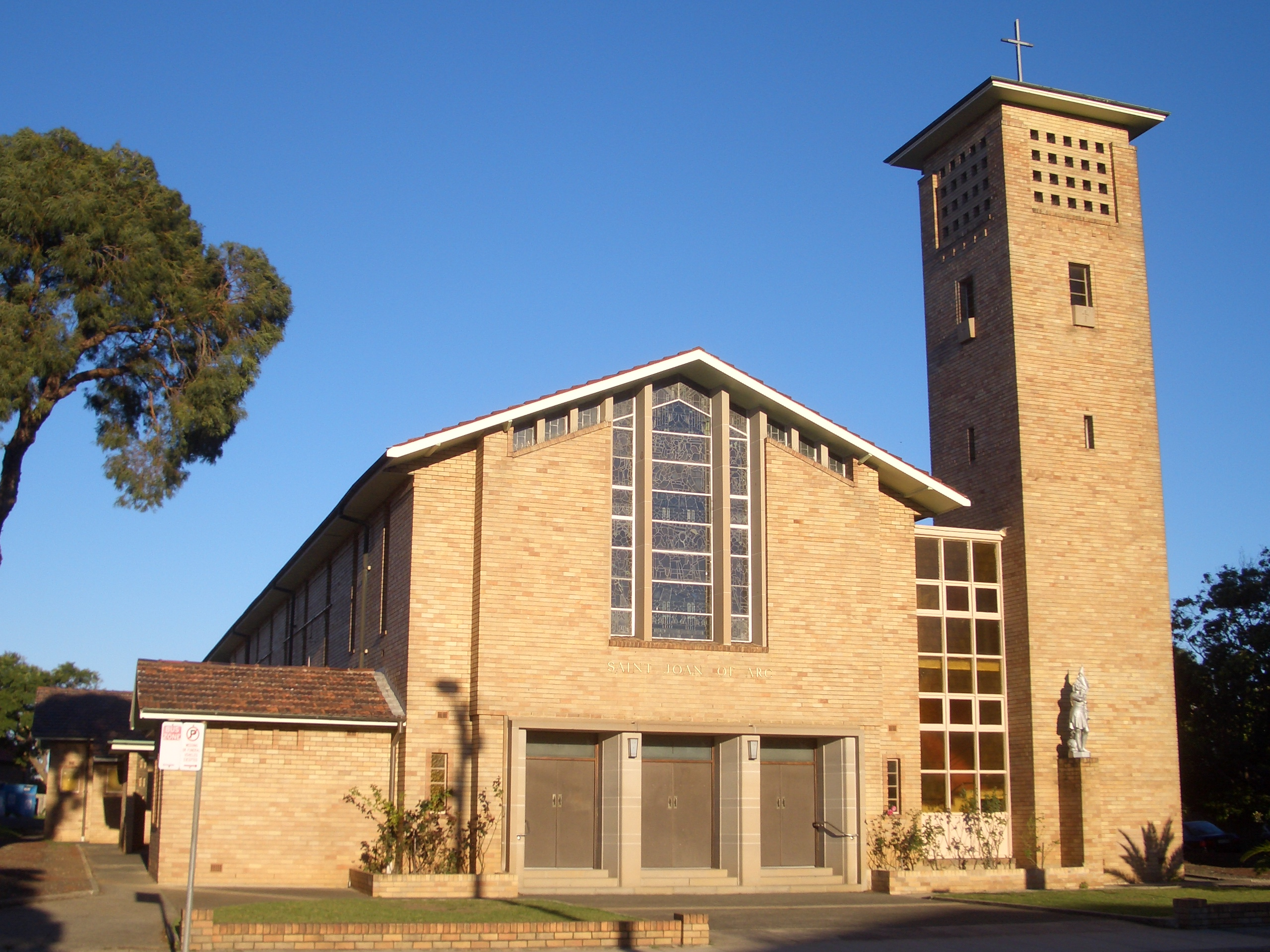
Église catholique Sainte-Jeanne d'Arc
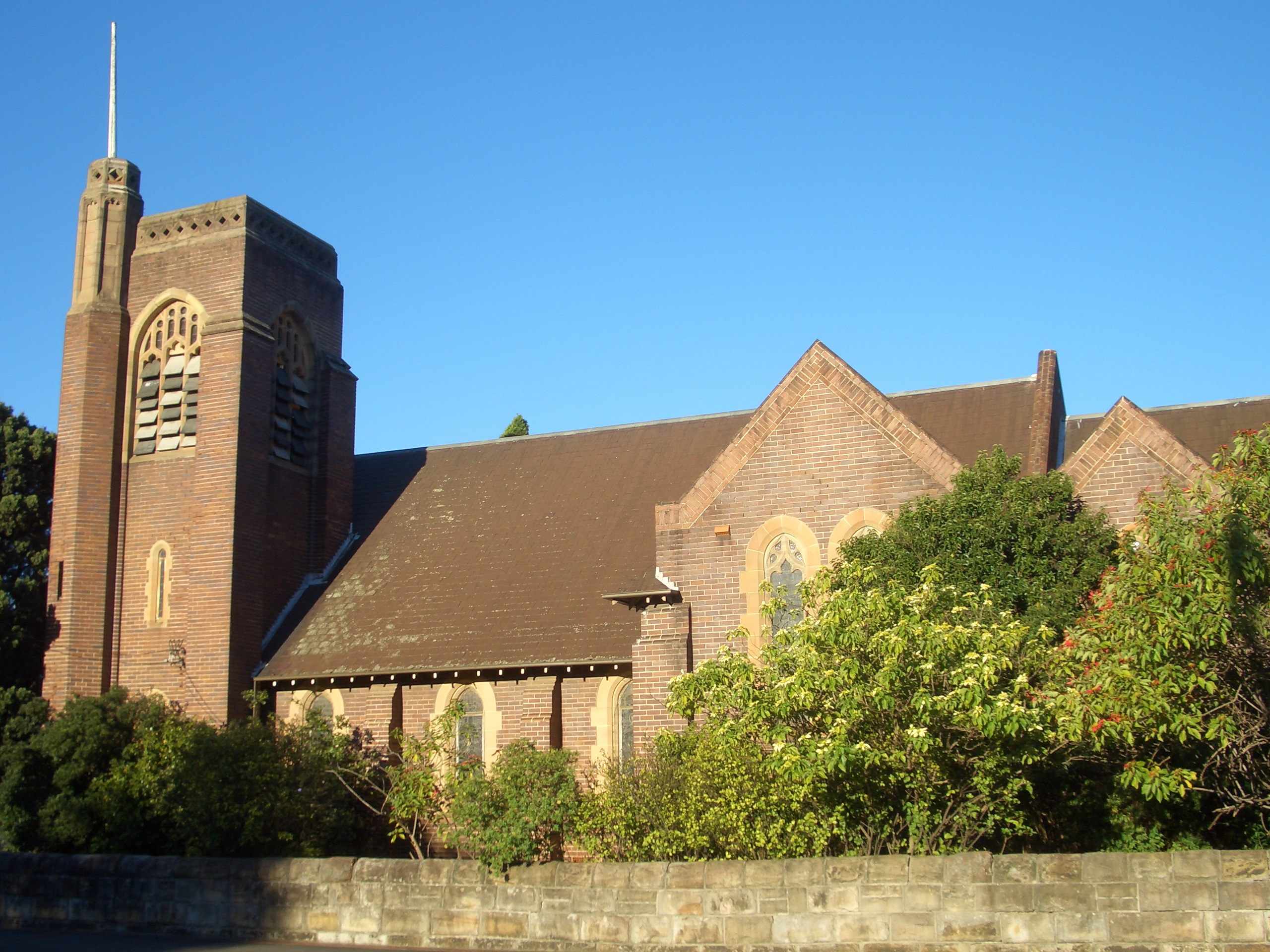
Église anglicane St Oswalds